# Kegyek
Kegyek (Chijic), település Romániában, a Partiumban, Bihar megyében.

## Fekvése
Nagyváradtól délkeletre, a Király-erdő alatti síkság szélén, Félixfürdőtől keletre, Váradalpár és Kiskopács közt fekvő település.

## Története
Kegyek Árpád-kori település. Nevét az oklevelek már 1236-ban említették Kuegeg néven.
1256-ban Kegek, 1471-ben Kydek, 1513-ban és 1692-ben Kigyik,  1808-ban Kigyik, Kizsik,  1913-ban Kegyek néven írták. Az 1800-as évek elején Lukács Francziska gróf Haller Fanni birtoka, az 1900-as évek elején pedig Telegdi József volt a birtokosa.
1851-ben Fényes Elek írta a településről:
...Kizsik, Bihar vármegyében, Telegdhez délre, 300 óhitü lakossal, fa anyatemplommal. Hegyes-völgyes határa 2000 hold, ... Birják báró Radivojevich István, gróf Kornis Károly, Thuolt József, báró Dőry Ferencz, Sulyok családok.
1910-ben 627 lakosából 30 magyar, 597 román volt. Ebből 9 római katolikus, 11 református, 595 görögkeleti ortodox volt. A trianoni békeszerződés előtt Bihar vármegye Központi járásához tartozott.

## Nevezetességek
- Görög keleti temploma a 17. században épült.